# Marinov Gusztáv
Marinov Gusztáv (Budapest, 1939 –) magyar iparművész. 1960-ban elvégezte a kirakatrendezői iskolát, majd 1965-ben az Iparművészeti Főiskola belsőépítész szakán szerzett diplomát.
Marinov Gusztáv 1989 óta szabadfoglalkozású iparművész. 1974 óta valamennyi jelentősebb iparművészeti-belsőépítészeti kiállításon részt vett. 1996: Ferenczy Noémi-díj; számos szakmai nívódíj. 1965-től a Kereskedelmi Tervezőirodában, 1967-től a Lakó- és Kommunális Épületeket Tervező Vállalatnál dolgozott. 1989-től szellemi szabadfoglalkozású iparművész, középületek, szállodák, vendéglátóipari létesítmények, üzletek, iskolák, bankok belsőépítészeti tervezésével foglalkozik. A Magyar Alkotóművészek Országos Egyesületének ügyvezető alelnöke, a Magyar Design Kamara Egyesület tagja.